# 18635 Frouard
18635 Frouard este o planetă minoră (asteroid) din centura de asteroizi. A fost descoperită pe 2 martie 1998 la observatoire de la Côte d'Azur⁠(d) de OCA-DLR Asteroid Survey⁠(d) și a fost numită după Frouard⁠(d). 
Obiectul prezintă o orbită caracterizată de o semiaxă mare de 2,5404881 UAi, o excentricitate de 0,18, o înclinație de 0,76539 ° în raport cu ecliptica.